# Mattheus van Hellemont

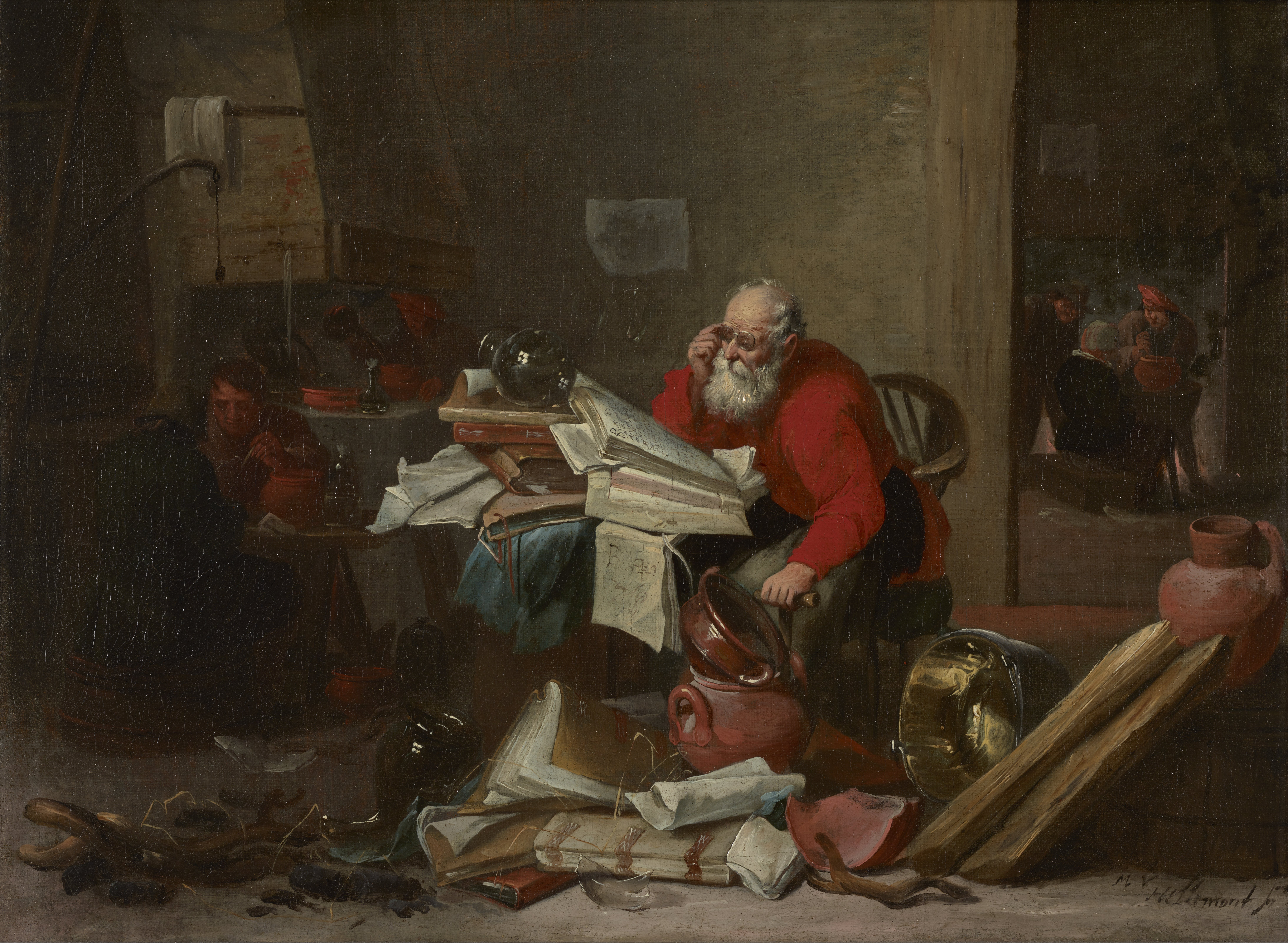
Pracownia alchemika

Mattheus van Hellemont wzmiankowany też jako Mathijs i Helmont (ur. 1623 w Antwerpii, zm. po 1679 w Brukseli) – flamandzki malarz barokowy.
Większą część życia działał w Antwerpii, gdzie od 1645 był mistrzem gildii św. Łukasza. W 1649 ożenił się z Margarethą Verstockt, z którą miał czworo dzieci. Dwaj jego synowie, Jan i Gaspard, także zostali malarzami. Ok. 1674 artysta przeniósł się do Brukseli i został członkiem tamtejszego cechu.
Mattheus van Hellemont malował przede wszystkim sceny rodzajowe o tematyce chłopskiej, przedstawiał wnętrza karczm, jarmarki i święta ludowe. Malował też wnętrza pracowni alchemików i martwe natury. Na jego twórczość wpływ mieli Adriaen Brouwer, David Ryckaert III i David Teniers II. Stałym współpracownikiem malarza był Jacques d’Arthois.
Twórczość Hellemonta jest nierówna pod względem artystycznym, jednak dzięki staranności wykonania i specyficznej naiwności przedstawień cieszy się nadal zainteresowaniem.
W zbiorach Muzeum Narodowego w Warszawie znajduje się obraz Palacze w karczmie (nr inw. M.Ob. 2400).

## Wybrane prace
- Chłopi w oberży, Sztokholm,
- Targ, Budapeszt,
- Kiermasz, Sztokholm.